# Hrabstwo Rice (Minnesota)
Hrabstwo Rice (ang. Rice County) – hrabstwo w stanie Minnesota w Stanach Zjednoczonych. Hrabstwo zajmuje powierzchnię 1336 km². Według szacunków United States Census Bureau w roku 2010 liczyło 64 142 mieszkańców. Siedzibą administracyjną hrabstwa jest Faribault.

## Miasta
- Dennison
- Dundas
- Faribault
- Lonsdale
- Morristown
- Nerstrand
- Warsaw (CDP)